# Castello di Brdo
Il castello di Brdo (in sloveno grad Brdo), noto anche col nome esteso di castello di Brdo pri Kranju (in sloveno grad Brdo pri Kranju; in tedesco Egg bei Krainburg), è un palazzo circondato da un'ampia tenuta nella regione slovena dell'Alta Carniola, situato a ovest della frazione Predoslje, nel comune di Kranj, a nord-ovest di Lubiana. Viene usato come sede di rappresentanza principale dal governo sloveno per incontri diplomatici e altri eventi istituzionali.

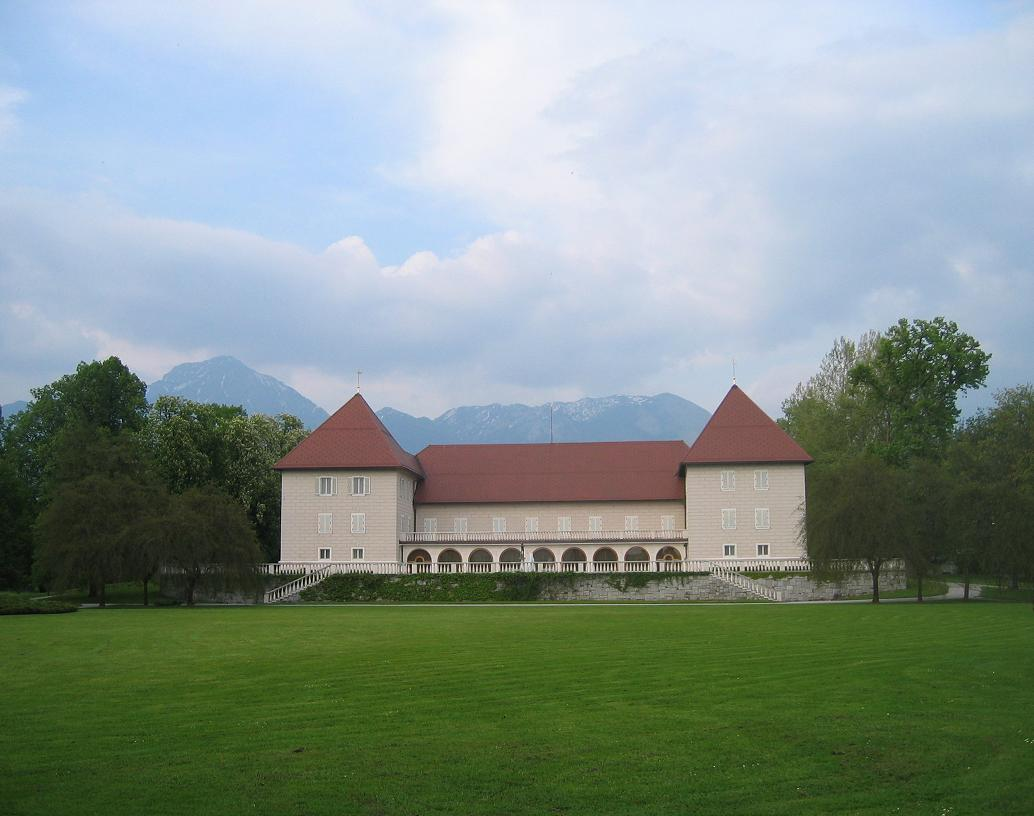
Castello di Brdo

## Attestazioni
Il luogo è menzionato anticamente come Eck (1430), Egkh (1490), Ekh (1499).

## Storia
Il palazzo fu edificato nel 1510 dal nobile carniolano Jurij Egkh, amministratore generale delle proprietà private degli Asburgo nel Ducato di Carniola. Costruito originariamente in stile rinascimentale, fu in seguito più volte ristrutturato. Nel XVIII secolo fu acquistato da Michelangelo Zois, padre del mecenate e naturalista illuminista carniolano Sigmund Zois. Nel XIX secolo passò di mano più volte e fu completamente rinnovato all'interno. Nei primi decenni del XX secolo cadde in rovina, finché nel 1935 fu rilevato dal principe Paolo di Jugoslavia. Questi trasformò Brdo da dimora di campagna eclettica e biedermeier in una raffinata residenza reale estiva. Tra il 1935 e il 1941 vi soggiornarono diversi illustri ospiti, tra cui Edoardo VIII.
Sorta nel 1945 la Jugoslavia socialista, il palazzo fu confiscato all'ex casa regnante e divenne residenza estiva di Tito. Brdo e Vila Bled, presso il vicino lago omonimo, erano le due ex residenze reali in cui soleva trascorrere lunghi periodi tra primavera e estate. Fu proprio durante un soggiorno a Brdo nella primavera del 1980 che Tito fu colpito dalla crisi che lo condusse alla morte.
La tenuta divenne di proprietà della Repubblica Socialista di Slovenia e fu poi ereditata dal governo della Slovenia indipendente. In quanto sede tradizionale di incontri nazionali e internazionali, ospitò nel 1990 una conferenza tra i leader delle sei repubbliche jugoslave, nel vano tentativo di impedire lo scioglimento della federazione.
Il 16 giugno 2001 ospitò il primo incontro ufficiale tra George W. Bush e Vladimir Putin. Durante la presidenza slovena dell'Unione europea nella prima metà del 2008 fu sede di vari vertici internazionali. Anche nella seconda metà del 2021, durante la seconda presidenza slovena, ha ospitato riunioni internazionali, incluso un pranzo informale del Consiglio europeo e il vertice UE-Balcani Occidentali il 5 e 6 ottobre.
L'interno del palazzo è decorato con dipinti, affreschi e sculture di noti artisti sloveni, come France Mihelič, Maksim Sedej, Boris e Zdenko Kalin e Karel Putrih.

## Contenzioso sulla proprietà
Sulla proprietà del castello pende la rivendicazione degli eredi del principe Paolo, che sostengono l'illegalità della confisca. Nel 2011 un'istanza in tal senso è stata respinta dal giudice di primo grado e nel 2012 da quello d'appello. Gli appellanti hanno proposto ricorso alla Corte Suprema.